# Cenotafios de Ahar
Los cenotafios de Ahar son un grupo de cenotafios reales de la India erigidos en la localidad de Ahar, a unos 2 km al este de Udaipur, en el estado de Rajastán.
El sitio tiene más de 250 cenotafios de los maharajás del reino de Mewar que se construyeron durante aproximadamente 350 años. Hay 19 chhatris que conmemoran a los 19 maharajás cuyos cadáveres fueron incinerados aquí.
Uno de los cenotafios, el cenotafio de los hijos del rajá Rama Shah, está clasificado como monumento protegido estatal (State Protected Monument, n.º ref S-RJ-215).